# 11. Reserve-Division (Deutsches Kaiserreich)
Die 11. Reserve-Division war ein Großverband der Preußischen Armee im Ersten Weltkrieg.

## Gliederung

### Kriegsgliederung bei Mobilmachung 1914
- 23. Infanterie-Brigade
  - Infanterie-Regiment „Keith“ (1. Oberschlesisches) Nr. 22
  - 3. Schlesisches Infanterie-Regiment Nr. 156
- 21. Reserve-Infanterie-Brigade
  - Reserve-Infanterie-Regiment Nr. 10
  - Reserve-Infanterie-Regiment Nr. 11
- Reserve-Husaren-Regiment Nr. 4
- Reserve-Feldartillerie-Regiment Nr. 11
- 4. Kompanie/Schlesisches Pionier-Bataillon Nr. 6

### Kriegsgliederung vom 19. Oktober 1918
- 23. Infanterie-Brigade
  - Reserve-Infanterie-Regiment Nr. 10
  - Infanterie-Regiment „Keith“ (1. Oberschlesisches) Nr. 22
  - 3. Schlesisches Infanterie-Regiment Nr. 156
  - 1. Eskadron/Reserve-Husaren-Regiment Nr. 4
- Artillerie-Kommandeur Nr. 98
  - Reserve-Feldartillerie-Regiment Nr. 11
  - I. Bataillon/Reserve-Fußartillerie-Regiment Nr. 5
- Pionier-Bataillon Nr. 311
- Divisions-Nachrichten-Kommandeur Nr. 411

## Gefechtskalender

### 1914
- 22. bis 27. August --- Schlacht bei Longwy-Longuyon und am Othain-Abschnitt
- 28. August bis 1. September --- Schlacht um die Maasübergänge
- 2. bis 3. September --- Schlacht bei Varennes-Montfaucon
- 6. bis 12. September --- Schlacht bei Vaubecourt-Fleury
- ab 13. September --- Stellungskämpfe um Verdun

### 1915
- 1. Januar bis 31. Dezember --- Stellungskämpfe um Verdun

### 1916
- bis 20. Februar --- Stellungskämpfe um Verdun
- 21. Februar bis 15. Mai --- Schlacht um Verdun
- 16. Mai bis 23. Juni --- Stellungskämpfe in Flandern und Artois
- 24. Juni bis 30. Juli --- Schlacht an der Somme
- 30. Juli bis 30. September --- Stellungskämpfe in Flandern und Artois
- 30. September bis 3. November --- Schlacht an der Somme
- ab 5. November --- Stellungskämpfe in Flandern und Artois

### 1917
- bis 31. Januar --- Stellungskämpfe in Flandern und Artois
- 1. Februar bis 29. März --- Stellungskämpfe in Französisch-Flandern und Artois
- 21. März bis 7. Mai --- Kämpfe vor der Siegfriedfront
- 7. bis 20. Mai --- Frühjahrsschlacht bei Arras
- 21. Mai bis 31. Oktober --- Stellungskämpfe in Flandern und Artois
- 1. November bis 3. Dezember --- Schlacht in Flandern
- ab 4. Dezember --- Stellungskämpfe in Flandern

### 1918
- bis 3. April --- Stellungskämpfe in Flandern
- 4. bis 30. April --- Stellungskämpfe in Flandern und Artois
- 30. April bis 27. September --- Stellungskrieg in Flandern
- 28. September bis 17. Oktober --- Abwehrschlacht in Flandern
- 18. bis 24. Oktober --- Nachhutkämpfe zwischen Yser und Lys
- 25. Oktober bis 1. November --- Schlacht an der Lys
- 5. bis 11. November --- Rückzugskämpfe vor der Antwerpen-Maas-Stellung
- 12. November bis 19. Dezember --- Räumung des besetzten Gebietes und Rückmarsch in die Heimat

## Kommandeure
| Dienstgrad                             | Name                            | Datum                                    |
| -------------------------------------- | ------------------------------- | ---------------------------------------- |
| Generalleutnant                        | Karl Surén                      | 02. August bis 2. November 1914          |
| Generalleutnant/General der Kavallerie | Friedrich Rüdiger von Hertzberg | 03. November 1914 bis 11. September 1917 |
| Generalleutnant                        | Bernhard Boeß                   | 11. September 1917 bis 1. Juli 1918      |
| Generalleutnant                        | Heinrich Büstorff               | 01. Juli 1918 bis 15. Februar 1919       |